# PNL (groupe)
Pour les articles homonymes, voir PNL.
PNL (sigle de Peace N’ Lovés) est un groupe de rap français composé de deux frères : Ademo et N.O.S, de leurs vrais noms Tarik et Nabil Andrieu, nés respectivement le 26 décembre 1986 et le 25 avril 1989, originaires de la cité des Tarterêts à Corbeil-Essonnes.
Le groupe se caractérise par une absence totale d'interviews dans la presse, ainsi que par des clips cinématographiques novateurs dès ses débuts en 2015.
Le premier album studio du duo, Le Monde Chico, sort en 2015, suivi par Dans la légende en 2016 puis Deux frères en 2019. PNL remportent le prix de la « meilleure création audiovisuelle » lors de l'édition 2020 des Victoires de la musique, pour le clip du titre Au DD, figurant dans ce dernier album.

## Biographie

### Enfance et jeunesse
Tarik (Ademo) et Nabil (N.O.S) Andrieu (nés respectivement le 26 décembre 1986 et le 25 avril 1989,,) grandissent au quartier des Tarterêts à Corbeil-Essonnes où leur père, René Andrieu, pied-noir d'origine corse, ancien braqueur ayant purgé huit ans à la maison centrale de Poissy, est une figure importante du quartier. Il les élève en l'absence de leur mère, d'origine algérienne,. Ils ont un petit frère nommé Yanis.
Après avoir fondé en novembre 1994 une association d'aide aux jeunes en difficulté, Tarterêts 2000, qui entretient rapidement une relation clientéliste avec le futur maire de la ville Serge Dassault,, René Andrieu, arrêté pour détention (avec deux collègues) de plusieurs kilos de cannabis en 1995, est condamné à nouveau ; même s'il retrouve rapidement une place d'éducateur spécialisé, et que Dassault est réélu, les heurts se multiplient dans le quartier entre les soutiens du maire. Andrieu est « exfiltré » vers la Corrèze avec ses enfants ; ils s'installent à Brive-la-Gaillarde, où les deux frères passent leur adolescence. Ils ne reviendront en région parisienne qu'après leur bac, chez leur grand-mère à Ivry-sur-Seine, à la cité Gagarine, puis de nouveau avec leur père à Corbeil.
Nabil étudie au lycée Danton de Brive-la-Gaillarde, en filière STG spécialité « Mercatique, commerce et management », tout en jouant à cette époque au football à l'ESA Brive. Il effectue ensuite quatre ans d'études de commerce à l'IUT de Ville d'Avray (Université Paris Nanterre), qu'il interrompt faute de moyens financiers. Quant à Tarik, il passe un BEP électrotechnique au collège de Brive-la-Gaillarde, puis étudie au lycée René-Cassin de Tulle, une ville voisine, avant de travailler à la SNCF une fois son bac en poche. Au lycée, il fréquente des amateurs de hip-hop, influencés par Psy 4 de la rime ou Sinik, et rappe lui-même à partir de 15 ans,. Les deux frères deviennent également dealers, participant à des go fast entre la France et l'Espagne ; Tarik passe par Fleury-Mérogis.

### Carrière

#### Débuts (2008-2014)
Les deux frères évoluent d'abord en solo. Tarik sort sa première mixtape Le Son des Halls Vol. 1 en 2008. Le deuxième volume sort en 2011. Il purge ensuite 3 ans et 6 mois révoqués d'incarcération à Fleury-Mérogis pour trafic de stupéfiants.
De son côté, Nabil entame son projet 365 jours pour percer en novembre 2011, plus tard compilé en mixtape sous le nom de Calmement. Il utilise également le pseudonyme de Ladif.
Les productions des deux frères sont alors fondamentalement différentes de ce qu'ils feront en groupe. Mehdi Maizi, rédacteur pour Abcdr du Son, commente : « Ce qui m’a impressionné c’est leur métamorphose. C’est comme s'ils étaient passés à travers un laboratoire de rap et en étaient ressortis meilleurs ».

#### Que la famille: début du succès (2015)
Le groupe sort un premier EP intitulé Que la famille le 2 mars 2015. Malgré la confidentialité de cette sortie, Que la famille est salué par la presse spécialisée. La mixtape sera certifiée disque de platine en juin 2020, soit un peu plus de cinq ans après sa sortie.

#### Le Monde Chico(2015-2016)
Le 8 mai 2015, ils sortent le clip Plus Tony que Sosa, premier extrait de leur album Le Monde Chico. Le groupe se fait petit à petit une réputation, et connaît un mois plus tard le succès avec le morceau Le monde ou rien, sorti le 12 juin 2015 (dont une partie du clip est tourné à Scampia),. Il s'agit du deuxième extrait de leur album Le Monde Chico. La réussite de ce morceau donnera aux autres clips une nouvelle exposition, leur permettant à tous de dépasser le million de vues (la vidéo cumule plus de 127 millions de vues sur YouTube au 22 septembre 2021). Le titre devient un slogan politique, lors des manifestations contre la loi travail ou de « Nuit debout ».
Le journal Les Inrocks décrit alors le groupe comme étant « l'attente numéro 1 dans le paysage du rap français ». En juillet, le webzine l'Abcdrduson consacre même une émission complète au phénomène PNL. Le 31 juillet 2015, ils publient le clip J'suis PNL, troisième extrait de leur album Le Monde Chico. Le 18 septembre 2015, ils sortent le clip Dans ta rue, quatrième extrait de leur album et annoncent que l'album Le Monde Chico sort le 30 octobre.
Le 23 octobre 2015, soit une semaine avant la sortie de l'album Le Monde Chico, le groupe sort le clip Oh lala tourné en Islande,, qui atteindra trois millions de vues en une semaine sur la plateforme YouTube et cumule plus de 86 millions de vues en novembre 2020.
Lors de leur Planète Rap sur Skyrock du 16 au 20 novembre 2015, ils décorent chaque jour le studio d'une ambiance particulière (ex. Scarface, Dragon Ball), et envoient un singe capucin pour les représenter, ce qui amuse leurs fans sur les réseaux sociaux. En effet, PNL maintient le mystère en n'accordant aucune interview : « Se faire rare renforce le mythe créé autour d'eux, et les sert indéniablement ».
Le Monde Chico se classe directement en première place des ventes sur iTunes dès la semaine de sa sortie et second tous supports confondus en France. Une semaine après sa sortie, l'album est vendu à 15 818 exemplaires.
Le 1er janvier 2016, ils sortent le clip Tempête. En mars 2016, soit cinq mois après sa sortie, l'album Le Monde chico est certifié disque d'or. L'album est aujourd'hui triple disque de platine avec plus de 300 000 exemplaires vendus.

#### Dans la légendeet tournée (2016-2017)
Le 11 mars 2016, soit cinq mois après la sortie de leur album Le Monde Chico, le groupe sort le clip La vie est belle tourné en Namibie, suivi le 15 avril du clip DA dans lequel le groupe exhibe son disque d'or. Le titre cumule plus de 10 millions de vues sur YouTube après une semaine. Fin mai, ils sortent le clip Tchiki Tchiki tourné au Japon, mais le clip est supprimé moins d'un mois après sa mise en ligne pour des raisons de droits d'auteur.
Le 16 juin 2016, les deux frères accordent une interview non filmée au journal américain The Fader. Le 15 juillet 2016, ils dévoilent le clip J'suis QLF. Fin août, ils annoncent la date de sortie de l'album Dans la légende.
Le 15 septembre 2016, soit la veille de la sortie de l'album Dans la légende, ils sortent le clip Naha, lequel accumule 48 millions de vues en un mois sur YouTube, aujourd'hui le clip compte plus de 108 millions de vues. Le lendemain (le 16 septembre), ils sortent l'album Dans la légende. En l'espace d'une semaine, Dans la légende est certifié disque d'or avec plus de 78 000 exemplaires vendus en une semaine (en France). Début octobre, l'album devient disque de platine avec plus de 100 000 ventes. Le 4 novembre 2016, ils sortent le clip Onizuka, visionné plus de 400 000 fois durant la première heure suivant sa sortie, il comptabilise aujourd'hui plus de 58 millions de vues. En décembre, l'album devient triple disque de platine en passant le cap des 300 000 ventes.
Le 10 février 2017, ils sortent le clip Bené, visionné plus de 3 200 000 fois en une journée. PNL innove d'ailleurs avec le clip Bené via une campagne de communication, qui lui permet de toucher son public via les téléphones. Le clip est suivi d'une annonce des concerts du groupe, à Paris (AccorHotels Arena), Lyon, Marseille, Toulouse, Nantes et Lille en mai et juin 2017. Ils sont également annoncés au programme d'un des plus grands festival de musique des États-Unis et du monde, Coachella, en Californie pour l'édition de l'année 2017. Cependant, le groupe est contraint d'annuler le concert du 16 avril 2017 car Tarik est interdit d'entrée aux États-Unis à cause de son casier judiciaire. Nabil, ayant un casier moins chargé que son frère Tarik, a pu rentrer et a tenté de négocier la venue de ce dernier. En mai 2017, soit sept mois après sa sortie, l'album est certifié disque de diamant en atteignant le cap des 500 000 ventes, performance rare d'autant plus que le projet a été réalisé en indépendance, sans maison de disque en guise de soutien. Ademo et N.O.S sont d'ailleurs les premiers artistes (et à ce jour le seul groupe) à avoir obtenu cette certification en indépendance. Le clip Jusqu'au dernier gramme, sorti le 7 juillet 2017 conclut ce long-métrage en quatre parties.

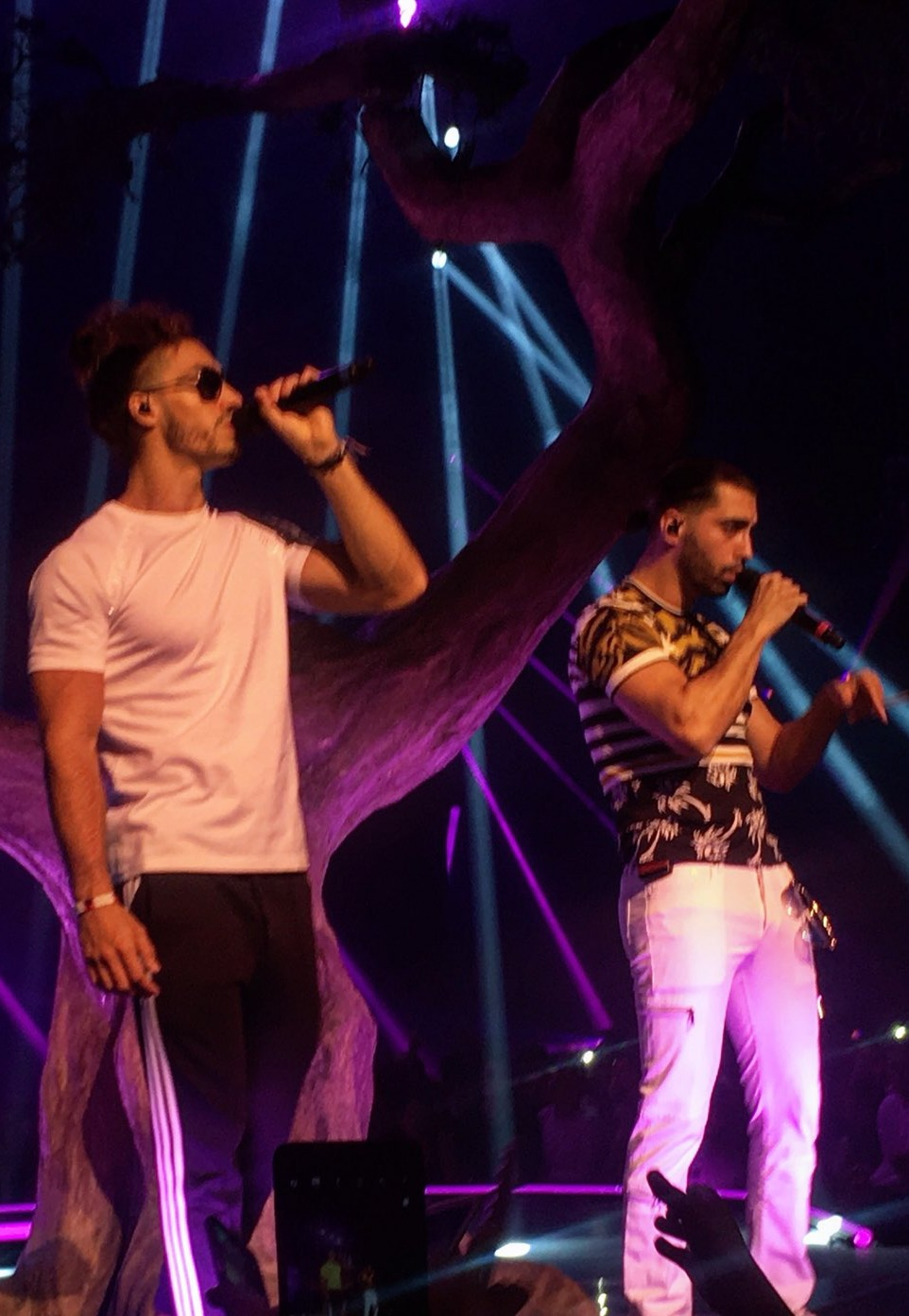
PNL sur scène en 2017 pendant le Dans la légende Tour.

L'album est aujourd'hui vendu à plus de 1 000 000 d'exemplaires dans le monde dont 940 000 en France. En Belgique, l'album est certifié disque d'or.

#### Deux frères, report de la tournée et tournée (2018-2022)
Le 15 juin 2018, après plusieurs mois d'absence des réseaux sociaux et quasiment un an sans sortir de clip, PNL poste un teasing sur ses réseaux sociaux annonçant un retour. Quatre jours plus tard, ils postent une nouvelle image annonçant la sortie d'un nouveau clip le vendredi 22 juin. Le 22 juin, ils dévoilent sur leur chaîne YouTube et sur les sites de streaming musical le clip À l'Ammoniaque tourné en Afrique du Sud. En seulement 48 heures, le clip est visionné plus de 8 millions de fois.
Le 10 août 2018, PNL publie un nouveau titre non-clippé intitulé 91's en référence à l’Essonne, leur département d'origine, et à la période des années 1990. Plutôt festif avec ses sonorités funk, il devient immédiatement numéro 1 sur toutes les plateformes de streaming.  
Après de nombreux mois d'attente, le 22 mars 2019, les deux frères font un live YouTube de plusieurs heures, qui annoncera finalement le clip Au DD sorti le même jour, tourné en partie à la Tour Eiffel. En 48 heures, le clip accumule plus de 12 millions de vues et bat le record du son le plus streamé en 24 heures sur Deezer. Il devient également le premier morceau de rap français à atteindre le top 30 mondial sur la plateforme Spotify en 24 heures devant les groupes The Beatles, Queen, Coldplay avec 19 millions d’écoutes cumulées. En une semaine, le clip comptabilise 25 millions de vues, signant le record du clip francophone le plus vu sur une semaine; la vidéo cumule aujourd'hui plus de 223 millions de vues sur YouTube.
Le groupe annonce à la fin du clip la sortie de leur nouvel album, Deux Frères, le 5 avril 2019.
Le lendemain de la sortie de l'album, ils font une apparition improvisée en haut d'un bus sur les Champs-Élysées.
Le 8 avril, soit trois jours après la sortie de l'album, Deux frères s'écoule déjà à plus de 74 000 exemplaires et est certifié disque d'or. Avant même la fin de sa première semaine d'exploitation, PNL annonce que Deux Frères est disque de platine et cumule plus de 100 000 exemplaires vendus. Dans le même temps, PNL atteint la barre du milliard de vues sur YouTube. Par la suite, l'album devient en France, l'album le plus streamé en 24 heures ainsi qu'en une semaine sur Spotify.
Ils ouvrent ensuite une boutique éphémère les 25 et 26 mai et font une apparition au défilé Off-White de la Fashion week à Paris où ils se font remarquer notamment en consommant du cannabis au premier rang. Au niveau musical, ils sortent le clip du morceau Deux frères le 3 mai. À la mi-mai, l'album devient double disque de platine en passant le cap des 200 000 exemplaires vendus. Ils dévoilent ensuite le single MOWGLI II d'Ademo le 5 juin et rajoutent quatre titres à l'album Deux Frères le 28 juin. Le 19 juillet, ils sortent le titre Tahia en l'honneur de la victoire de l'Algérie à la Coupe d'Afrique des nations de football 2019. Le 2 août, ils dévoilent le clip de Blanka tourné en Jamaïque,. À la mi-août, l'album devient triple disque de platine avec plus de 300 000 ventes. Fin novembre, ils annoncent la sortie de leur trois albums (Le Monde Chico, Dans la légende et Deux frères) en version vinyle dont la publication est prévue pour le 6 décembre.
Quelques jours plus tard, le groupe lance un live sur sa chaîne YouTube (comme il l'avait fait avant la sortie du clip Au DD) pour annoncer sa tournée en 2020 à travers l'Hexagone. Ils se produiront notamment à l'AccorHotels Arena, mais aussi à Lyon, à Nice, à Nantes, à Toulouse, à Lille, à Esch-sur-Alzette (Luxembourg), à Dijon, à Strasbourg et à Nîmes,. Fin décembre, l'album passe le cap des 400 000 exemplaires vendus.
En janvier 2020, le clip Au DD est nommé dans la catégorie « meilleur création audiovisuelle » aux Victoires de la musique. Le clip remporte le prix lors des cérémonies. Le 14 avril 2020, le groupe annonce le report de sa tournée à février 2021 en raison de la pandémie de Covid-19 empêchant les festivals musicaux de reprendre en France. Début juillet 2020, le groupe s'associe avec la plateforme de streaming Netflix pour diffuser la tournée de leur album Dans la légende. Le 15 août 2020, l'album Deux frères passe le cap des 500 000 ventes et est certifié disque de diamant, le deuxième dans la carrière du groupe après celui de Dans la légende. En Belgique, l'album est certifié disque d'or.
À la mi-décembre 2020, PNL passe la barre des 2 millions d'albums vendus.
Le 8 janvier 2021, le groupe annonce une nouvelle fois le report de sa tournée à septembre 2021 en raison de la pandémie de Covid-19.
En avril 2021, soit deux ans après sa sortie, l'album Deux frères, totalise plus de 800 millions de streams sur Spotify. Il s'agit du projet rap francophone le plus streamé de l'histoire de la plateforme. Au total, le groupe cumule plus de 2 milliards de streams sur la plateforme, les classant à la seconde place (derrière Jul) des artistes urbains francophones les plus streamés de l'histoire de la plateforme.
Le 7 juillet 2021, le groupe annonce une nouvelle fois le report de sa tournée à mai-juin 2022.
Finalement, la tournée débute le 4 mai 2022 au Zénith de Lille après deux ans d'attente.

#### Gaza(2023)
Le jeudi 7 décembre 2023 dans la soirée, le groupe PNL partage une vidéo sur ses réseaux sociaux dans laquelle apparaissent des images de la guerre entre Israël et le Hamas. À la fin de cette dernière est annoncée la sortie du single Gaza pour vendredi soir minuit. Ils font ainsi leur retour en musique après 56 mois d'absence.

## Affaires judiciaires
En septembre 2020, Ademo est arrêté et placé en garde à vue par la police à Paris pour « usage de stupéfiants », « outrage » et « rébellion », son arrestation est vivement relayée sur les réseaux sociaux et dans les médias, le rappeur sera jugé en janvier 2021,. Le jugement, qui devait avoir lieu le 27 janvier 2021, est finalement reporté au 14 avril de la même année. Il encourt deux mois de surveillance avec bracelet électronique, de cinq mois de prison avec sursis, ainsi qu'une amende de 1 000 euros. Le rappeur est finalement relaxé lors de la décision du tribunal le 5 mai.

## Style musical
PNL se distingue par un style musical décrit par Olivier Cachin comme « cru, hypnotique et émouvant qui souffle un vent frais sur le rap français », : c'est le cloud rap, genre dont ils sont pionniers. Les deux rappeurs ont pour principaux thèmes l'argent, le trafic de stupéfiants, la famille et le sentiment de se différencier de la plupart des autres personnes. Cependant, les deux rappeurs ne font pas l'apologie du crime ou du trafic mais décrivent simplement le quotidien des quartiers avec fatalisme et une certaine mélancolie[réf. souhaitée]. Ils font également très souvent référence aux dessins animés, au film Scarface ou aux jeux vidéo de leur enfance ainsi qu'aux mangas : Le Roi lion, Le Livre de la jungle, The Legend of Zelda, Street Fighter ou encore Dragon Ball Z et Great Teacher Onizuka avec leur titre Onizuka tout en évoquant la vie de cité.
Ce style ne fait pas l'unanimité, et même divise : les jeunes générations ne sont pas rebutées par ces textes d'une « pauvreté extrême », dont le succès reste incompréhensible à leurs aînés. Revendiquant le fait qu'ils ne rappent pas correctement, PNL est parfois critiqué comme « des mauvais chanteurs [ayant eu] une bonne idée », ayant « fabriqué une poétique de la laideur et de l'inculture » en sortant « définitivement le hip-hop de l'histoire de la chanson à texte ».

## Prises de position
Les deux frères ont interpellé le président de la République française Emmanuel Macron concernant les ripostes israéliennes à la suite des attaques du Hamas du 7 octobre 2023. Ils pointent du doigt le silence du gouvernement français et dénoncent des « massacres de civils innocents ». Ademo écrit sur instagram : « À Gaza, des gens meurent par milliers et au moment où il faut le dire, les dirigeants de notre beau pays jouent tristement aux autruches. »

## Discographie

### Albums studios
- 2015 : Le Monde Chico
- 2016 : Dans la légende
- 2019 : Deux frères

### Mixtapes
- 2015 : Que la famille

## Distinction

### Victoires de la musique
| Année | Travail nommé | Catégorie              | Résultat |
| ----- | ------------- | ---------------------- | -------- |
| 2020  | Au DD         | Création audiovisuelle | Lauréat  |